# Би-Боп Делукс
„Би-Боп Делукс“ (на английски: Be-Bop Deluxe) е английска рок група.
Съществува със значителни промени в състава от 1972 до 1978 година, като основен член на групата е Бил Нелсън. Първоначалният стил на групата е смесица от рокендрол, глем рок и прогресив рок, а в края на 1970-те години се засилва влиянието на пънка и ню уейв.